# Saint Omer (film)
Pour l’article homonyme, voir Saint-Omer.
Pour plus de détails, voir Fiche technique et Distribution.
Saint Omer est un film de procès français réalisé par Alice Diop, sorti en 2022. Il s'agit de la première oeuvre de fiction de la réalisatrice, auparavant autrice de plusieurs documentaires.
Le film est inspiré par l'affaire Fabienne Kabou, une mère mise en examen et condamnée en 2013 pour infanticide sur sa fille de 15 mois en l'abandonnant sur une plage de Berck-sur-Mer à la marée montante,.
Le film est présenté en compétition officielle à la Mostra de Venise 2022, où il remporte le Lion d'argent pour le Grand prix du jury,. Le film est également sélectionné pour représenter la France aux Oscars 2023 dans la catégorie du meilleur film international, et il a fait partie de la liste restreinte de 15 films annoncée en décembre 2022, mais il n'est finalement pas retenu parmi les films nommés.
Il reçoit plusieurs récompenses dont le César du meilleur premier film, le Prix Louis-Delluc et le Prix Jean-Vigo, mais n'enregistre qu'un succès public modéré.

## Synopsis
Rama assiste au procès de Laurence Coly, jugée pour filicide, par noyade de son enfant âgé de 15 mois, abandonné sur la plage devant la marée montante. Durant le procès, les certitudes de Rama vont être perpétuellement mises à l'épreuve dans un film qui, selon la réalisatrice, cherche à explorer « la grande question universelle […] de notre rapport à la maternité ». Mais la mise en scène suscite aussi des interrogations autour des enjeux liés à l’héritage colonial, à la condition féminine, à la justice, aux médias, et aux systèmes de représentation et de description: « Saint Omer, c'est trois ans de réflexion méthodique sur ce que je cherche et pourquoi je le cherche, sur les terrains politiques, historiques, esthétiques... » La cinéaste, qui avait suivi le véritable procès, revendique la nécessité du passage par la fiction: « Introduire la fiction était indispensable. Elle intervient par le personnage de Rama, la jeune écrivaine, également d'origine sénégalaise, qui va assister au procès. Évidemment Rama me ressemble, elle fait en partie ce que j'ai fait, mais ce n'est pas l'essentiel. Son personnage et ses manières de réagir sont nécessaires pour révéler l'ampleur et la complexité de ce qui se joue, bien au-delà du cas singulier de l'affaire judiciaire proprement dite. »

## Fiche technique
Sauf indication contraire, les informations mentionnées dans cette section peuvent être confirmées par la base de données cinématographiques Unifrance,  présente dans la section « Liens externes ».
- Titre original : Saint Omer
- Réalisation : Alice Diop
- Scénario : Amrita David, Alice Diop et Marie NDiaye
- Décors : Anna Le Mouël
- Costumes : Annie Melza Tiburce
- Photographie : Claire Mathon
- Son : Dana Farzanehpour
- Montage : Amrita David
- Production : Toufik Ayadi et Christophe Barral
- Sociétés de production : SRAB Films ; Arte France Cinéma et Pictanovo Hauts-de-France (coproductions)[10] ; SOFICA Cofinova 18 et Indéfilms 10 (en association avec)
- Société de distribution : Les Films du losange
- Pays de production :  France
- Langue originale : français
- Format : couleur — 1,85:1[10]
- Genre : drame
- Durée : 122 minutes[10]
- Dates de sortie :
  - Italie : 7 septembre 2022 (Mostra de Venise)
  - France : 23 novembre 2022

## Distribution
- Kayije Kagame : Rama
- Guslagie Malanda : Laurence Coly
- Valérie Dréville : la juge
- Aurélia Petit : Maître Vaudenay
- Xavier Maly : Luc Dumontet
- Robert Cantarella : l'avocat général
- Salimata Kamate : Odile Diatta
- Thomas de Pourquery : Adrien
- Adama Diallo Tamba : la mère de Rama
- Mariam Diop : la première sœur de Rama
- Dado Diop : la deuxième sœur de Rama
- Audrey Gaillard : la serveuse du restaurant
- Valentin Gaillard : le frère de la serveuse du restaurant
- Joel Gaillard : le père du frère de la serveuse du restaurant

## Production
Le tournage a lieu de mai à juillet 2021 en Île-de-France et dans les Hauts-de-France, notamment dans la ville de Saint-Omer,.

## Accueil

### Accueil critique
En France, le site Allociné donne une note de 4,2⁄5 à partir de l'interprétation de 34 critiques de presses.
Pour Slate.fr, « Saint Omer est de manière incontestable un film important, du même élan grande émotion de spectateur durant la projection et proposition artistique et politique d'une remarquable ampleur, aux longs échos bien après l'avoir vu. »  Alors que pour Marianne, le film « n’évite malheureusement pas les pièges de l’édification et une certaine confusion. » Dans Saint Omer, « tous les mâles, ou presque, sont dépeints comme les complices d’un « système » toxique : des proches de l’accusée dont la cinéaste instruit « à charge » les cas respectifs à l’avocat général, sorte de bras armé ultra-caricatural d’une justice punitive. ». Pour Clarisse Fabre du Monde, en revanche, la première fiction de la réalisatrice « met en lumière magnifiquement les non-dits et les préjugés racistes ».

### Box-office
Pour son premier jour d'exploitation en France, Saint-Omer réalise 10 816 entrées, dont 5 468 en avant-première, pour un total de 584 séances. Le film se place en troisième position du box-office des nouveautés pour son premier jour, derrière Les Miens (18 135) et devant She Said (8 664).
| Pays ou région | Box-office     | Date d'arrêt du box-office | Nombre de semaines |
| -------------- | -------------- | -------------------------- | ------------------ |
| France         | 89 487 entrées | 29 mars 2023               | 17                 |
| Total mondial  | 823,074 $      | -                          | -                  |

## Distinctions

### Récompenses
- Festival 2 Cinéma 2 Valenciennes 2022 : prix du jury
- Festival du film de Gand 2022 : grand prix du meilleur film[20]
- Mostra de Venise 2022 : 
  - Lion d'argent pour le Grand prix du jury[8]
  - Prix Luigi De Laurentiis[8]
- Prix Jean-Vigo 2022 pour Alice Diop[21]
- Prix Louis-Delluc 2022[22] - égalité avec Pacifiction : Tourment sur les Îles
- Prix Cléopâtre 2023 : prix du public de la meilleure réalisatrice pour Alice Diop[23]
- César 2023 : Meilleur premier film[24]

### Nominations
- César 2023 :
  - Meilleur espoir féminin pour Guslagie Malanda[24]
  - Meilleur scénario original pour Amrita David, Alice Diop et Marie NDiaye[24]
  - Meilleure photographie pour Claire Mathon[24]
- Prix Alice Guy 2023 : meilleur film français ou francophone réalisé par une femme pour Alice Diop[25]

### Entretiens
- Marta Bałaga, « Alice Diop : Réalisatrice de Saint Omer », sur Cineuropa, 10 septembre 2022
- « Dossier de presse Saint Omer », sur medias.unifrance.org, septembre 2022
- Propos d'Alice Diop recueillis par Dominique Martinez et Jean-Dominique Nuttens, « La femme invisible », Positif, no 742, Institut Lumière/Actes Sud, Paris, décembre 2022, p. 19-23,  (ISSN 0048-4911)